# القمة العربية 2024
القمة العربية 2024 أو القمة العربية الثالثة والثلاثون أو قمة البحرين هي الاجتماع الثالث والثلاثون لمجلس جامعة الدول العربية والتي عقدت في يوم الخميس 16 مايو 2024 في مملكة البحرين بقصر الصخير برئاسة الملك حمد بن عيسى آل خليفة ملك مملكة البحرين.
وسبق أن أعلن الملك حمد بن عيسى آل خليفة ملك مملكة البحرين عن استضافة مملكة البحرين للقمة خلال القمة العربية 2023 المنعقدة في المملكة العربية السعودية.

## المشاركين في القمة
مملكة البحرين - الملك حمد بن عيسى آل خليفة ملك مملكة البحرين (رئيس الاجتماع)
 المملكة الأردنية الهاشمية - الملك عبدالله الثاني ملك المملكة الاردنية الهاشمية
 دولة قطر - الشيخ تميم بن حمد آل ثاني أمير دولة قطر
 جمهورية مصر العربية - الرئيس عبدالفتاح السيسي رئيس جمهورية مصر العربية
 دولة الإمارات العربية المتحدة - الشيخ محمد بن راشد آل مكتوم نائب رئيس الدولة رئيس مجلس الوزراء حاكم دبي
 المملكة العربية السعودية - الأمير محمد بن سلمان آل سعود ولي العهد رئيس مجلس الوزراء
  دولة فلسطين - الرئيس محمود عباس رئيس دولة فلسطين
 جمهورية سوريا العربية - الرئيس بشار الأسد رئيس الجمهورية العربية السورية
 جمهورية العراق - الرئيس الدكتور عبداللطيف ريشد رئيس جمهورية العراق
   جمهورية جيبوتي- الرئيس إسماعيل عمر جيلي رئيس جمهورية جيبوتي
 الجمهورية الإسلامية الموريتانية - الرئيس محمد ولد الشيخ الغزواني رئيس الجمهورية الاسلامية الموريتانية
  جمهورية القمر المتحدة - الرئيس غزالي عثمان رئيس جمهورية القمر المتحدة
 جمهورية اليمن - الرئيس الدكتور رشاد محمد العليمي رئيس مجلس القيادة الرئاسي
 دولة ليبيا - الرئيس محمد يونس المنفي رئيس المجلس الرئاسي
 دولة الكويت - الشيخ أحمد عبدالله الأحمد الصباح رئيس مجلس الوزراء
 جمهورية الصومال - حمزة عبدي بري رئيس الوزراء
  الجمهورية اللبنانية - نجيب ميقاتي رئيس الوزراء
  المملكة المغربية - عزيز أخنوش رئيس الحكومة
 سلطنة عمان - السيد أسعد بن طارق آل سعيد نائب رئيس مجلس الوزراء لشؤون العلاقات والتعاون الدولي
  الجمهورية التونسية - نبيل عمار وزير الشؤون الخارجية والهجرة والتونسين بالخارج
  الجمهورية الجزائرية - أحمد عطاف وزير الشؤون الخارجية والجالية الوطنية بالخارج
  جمهورية السودان  - حسين عوض علي وزير الشؤون الخارجية
  الأمانة العامة لجامعة الدول العربية - أحمد أبو الغيط - أمين عام جامعة الدول العربية

### الضيوف
- الأمم المتحدة - انطونيو مانويل غوتيريش - الأمين العام [5]
- الاتحاد الإفريقي - موسى فكي - رئيس مفوضية الإتحاد الإفريقي
- منظمة التعاون الإسلامي - حسين إبراهيم طه - الأمين العام

## البيان الختامي
تضمن البيان الختامي التأكيد القادة على ضرورة وقف العدوان الإسرائيلي على قطاع غزة فوراً وخروج قوات الاحتلال من جميع مناطق القطاع ورفع الحصار المفروض عليه وإزالة جميع المعوقات وفتح المعابر أمام إدخال مساعدات انسانية كافية لجميع أنحائه وتمكين منظمات الأمم المتحدة وخصوصاً وكالة الأمم المتحدة لإغاثة وتشغيل اللاجئين (الأونورا) من العمل ، وتوفير الدعم المالي لها للقيام بمسؤولياتها بحرية وبأمان.
وكما أكد القادة على الرفض القاطع لأي محاولات للتهجير القسري للشعب الفلسطيني من أرضه بقطاع غزة والضفة الغربية بما في ذلك القدس الشرقية وكما دعا القادة إلى اتخاذ إجراءات عاجلة لوقف إطلاق النار الفوري والدائم وإنهاء العدوان في قطاع غزة وتوفير الحماية للمدنيين وإطلاق سراح الرهائن والمحتجزين.
وكما أدان القادة عرقلة إسرائيل لجهود وقف إطلاق النار في قطاع غزة وإخوانها في التصعيد العسكري من خلال إقدامها على توسيع عنوانها على مدينة رفح الفلسطينية رغم التحذيرات الدولية من العواقب الإنسانية الكارثة لذلك.
وكما أدان القادة سيطرة القوات الإسرائيلية على الجانب الفلسطيني من معبر رفح بهدف تشديد الحصار على المدنيين في القطاع مما أدى إلى توقف عمل المعبر وتوقف تدفق المساعدات الإنسانية وفقدان سكان غزة من الشعب الفلسطيني للريان الحياة الرئيسي
وكما طالب القادة إسرائيل بالانسحاب من رفح من أجل ضمان النفاذ الإنساني الآمن.
وكما دعا القادة إلى نشر قوات دولية في الأراضي الفلسطينية المحتلة إلى حين تنفيذ حل الدولتين.